# Referéndum sobre la Ley de Sucesión en la Jefatura del Estado
El referéndum sobre la Ley de Sucesión se celebró en España el 6 de julio de 1947, siendo el primer proceso electoral celebrado después de la victoria franquista en la guerra civil española y el establecimiento de la dictadura de Francisco Franco. La Ley de Sucesión en la Jefatura del Estado pretendía estipular la restauración de la monarquía española, pero nombraba asimismo a Franco jefe de Estado vitalicio –o hasta su renuncia–, teniendo la facultad de escoger a su sucesor, rey o regente, y establecer formalmente de nuevo el Reino de España.
Según los informes oficiales, la proposición fue aprobada por el 93 % de los votantes. El referéndum se desarrolló sin embargo en un contexto desprovisto de garantías, en el cual fue acallada cualquier voz disidente frente a la campaña propagandística del sí, y se coaccionó a los votantes mediante la exigencia de certificados de voto a los trabajadores en empresas.

## Resultados
| Elección                           | Votos      | %    |
| ---------------------------------- | ---------- | ---- |
| A favor                            | 14.145.163 | 93.0 |
| En contra                          | 722.656    | 4.7  |
| Votos en blanco                    | 351.744    | 2.3  |
| Total                              | 15.219.563 | 100  |
| Votantes registrados/participación | 17,178,812 | 88.6 |
| Fuente: Nohlen y Stöver (2010).    |            |      |